# Папіліон (Небраска)
Папіліон (англ. Papillion) — місто (англ. city) в США, адміністративний центр округу Сарпі штату Небраска. Населення — 24 159 осіб (2020).
2009 року зайняло третє місце у рейтингу "Найкращих маленьких міст", за версією «Money Magazine».

## Географія
Папіліон розташований за координатами 41°9′11″ пн. ш. 96°2′43″ зх. д. / 41.15306° пн. ш. 96.04528° зх. д. (41.153006, -96.045268).  За даними Бюро перепису населення США в 2010 році місто мало площу 16,77 км², з яких 16,71 км² — суходіл та 0,06 км² — водойми. В 2017 році площа становила 22,20 км², з яких 22,13 км² — суходіл та 0,07 км² — водойми.

### Клімат
| Клімат : Папіліон            | Клімат : Папіліон | Клімат : Папіліон | Клімат : Папіліон | Клімат : Папіліон | Клімат : Папіліон | Клімат : Папіліон | Клімат : Папіліон | Клімат : Папіліон | Клімат : Папіліон | Клімат : Папіліон | Клімат : Папіліон | Клімат : Папіліон | Клімат : Папіліон |
| Показник                     | Січ.              | Лют.              | Бер.              | Квіт.             | Трав.             | Черв.             | Лип.              | Серп.             | Вер.              | Жовт.             | Лист.             | Груд.             | Рік               |
| Середній максимум, °C        | 0,0               | 3,3               | 10,0              | 17,2              | 23,3              | 28,9              | 30,6              | 29,4              | 25,0              | 18,3              | 8,9               | 1,7               | 16,4              |
| Середній мінімум, °C         | −11,1             | −7,8              | −2,2              | 4,4               | 10,6              | 16,1              | 18,9              | 17,8              | 12,2              | 5,0               | −2,2              | −8,9              | 4,5               |
| Норма опадів, мм             | 20                | 20                | 54                | 75                | 113               | 100               | 98                | 82                | 81                | 56                | 46                | 23                | 768               |
| ---------------------------- | ----------------- | ----------------- | ----------------- | ----------------- | ----------------- | ----------------- | ----------------- | ----------------- | ----------------- | ----------------- | ----------------- | ----------------- | ----------------- |
| Джерело: The Weather Channel |                   |                   |                   |                   |                   |                   |                   |                   |                   |                   |                   |                   |                   |

## Демографія

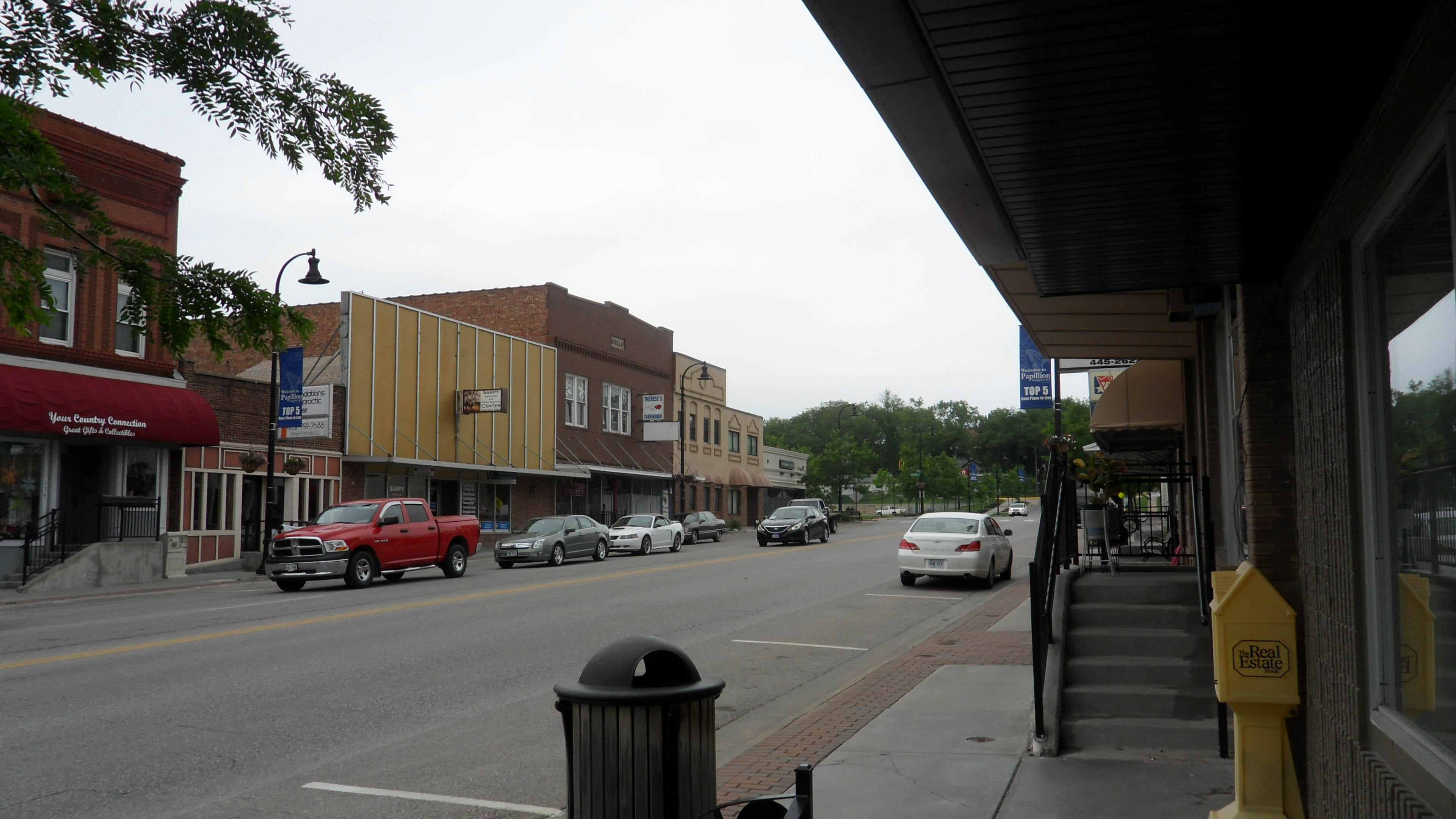
Даунтаун

Згідно з переписом 2010 року, у місті мешкали 18 894 особи в 6925 домогосподарствах у складі 5079 родин. Густота населення становила 1127 осіб/км².  Було 7240 помешкань (432/км²).
Расовий склад населення:
| - 90,7 % — білих - 3,3 % — чорних або афроамериканців - 1,5 % — азіатів - 0,4 % — корінних американців - 1,5 % — осіб інших рас |

До двох чи більше рас належало 2,7 %. Частка іспаномовних становила 5,2 % від усіх жителів.
За віковим діапазоном населення розподілялося таким чином: 27,3 % — особи молодші 18 років, 61,7 % — особи у віці 18—64 років, 11,0 % — особи у віці 65 років та старші. Медіана віку мешканця становила 36,8 року. На 100 осіб жіночої статі у місті припадало 95,1 чоловіків;  на 100 жінок у віці від 18 років та старших — 92,2 чоловіків також старших 18 років.
Середній дохід на одне домашнє господарство  становив 88 128 доларів США (медіана — 74 992), а середній дохід на одну сім'ю — 102 739 доларів (медіана — 90 264). Медіана доходів становила 53 932 долари для чоловіків та 43 184 долари для жінок. За межею бідності перебувало 4,2 % осіб, у тому числі 4,6 % дітей у віці до 18 років та 5,0 % осіб у віці 65 років та старших.
Цивільне працевлаштоване населення становило 10 784 особи. Основні галузі зайнятості: освіта, охорона здоров'я та соціальна допомога — 23,2 %, науковці, спеціалісти, менеджери — 13,4 %, роздрібна торгівля — 11,3 %, фінанси, страхування та нерухомість — 9,7 %.